# Östra Sönnarslöv
Östra Sönnarslöv is een dorp in de Zweedse gemeente Kristianstad in de provincie Skåne. Het heeft een inwoneraantal van 294 en een oppervlakte van 68 hectare (2010).